# Nova Zelândia nos Jogos Olímpicos de Inverno de 1994
A Nova Zelândia competiu nos Jogos Olímpicos de Inverno de 1994, realizados em Lillehammer, Noruega.